# HMS Virago (R75)
Pour les autres navires du même nom, voir HMS Virago.
Le HMS Virago (R75) était un destroyer de classe V de la Royal Navy qui a servi durant la Seconde Guerre mondiale.

## Service
- Bataille du cap Nord
- Débarquement de Normandie
- Bataille du détroit de Malacca

### Sources et bibliographie
- Destroyers of the Royal Navy, 1893-1981, Maurice Cocker, 1983, Ian Allan  (ISBN 0-7110-1075-7)
- (en) Robert Gardiner et Roger Chesneau, Conway's All the World's Fighting Ships (1922-1946), 1980 [détail de l’édition]
- (en) Alan Raven, War Built Destroyers O to Z Classes, London, Bivouac Books, 1978 (ISBN 0-85680-010-4)
- (en) M. J. Whitley, Destroyers of World War 2, Annapolis, Maryland, Naval Institute Press, 1988, 320 p. (ISBN 0-87021-326-1)